# Katia Guerreiro
Kátia Duarte d'Almeida d'Oliveira Rosado Guerreiro Ochoa (Vanderbijlpark, 23 febbraio 1976) è una cantante portoghese di musica fado.

## Discografia

### Fado Maior (2001)
1. "Asas" (3:30) (Maria Luisa Baptista/Georgino de Sousa (fado Georgino))
2. "Algemas" (3:23) (Álvaro Duarte Simões)
3. "Amor de mel, amor de fel" (3:08) (Amália Rodrigues/Carlos Gonçalves)
4. "As rosas / promessa" (2:03) (Sophia Mello Breyner/João Mário Veiga)
5. "Guitarra triste" (2:47) (Álvaro Duarte Simões)
6. "Avé Maria (3:37)" (Fernando Pessoa/João Mário Veiga)
7. "Incerteza (2:00)" (João Mário Veiga/Miguel Ramos (fado alberto))
8. "Asa de vento (3:23)" (Amália Rodrigues/Carlos Gonçalves)
9. "É noite na Mouraria" (2:25) (José Maria Rodrigues/António Mestre)
10. "Minha Lisboa de mim" (3:49) (Nuno Gomes dos Santos/Silvestre Fonseca)
11. "A Mariquinhas vai à fonte" (2:24) (Maria Manuel Cid/Música popular)
12. "Esquina de um tempo" (3:00) (Maria Luisa Baptista/Paulo Parreira e Katia Guerreiro)

### Nas Mãos do Fado (2003)
1. "Os meus versos" (Florbela Espanca/Paulo Valentim)
2. "Valsa" (António Lobo Antunes/Miguel Ramos (fado margaridas))
3. "Dança das Sete Luas" (Ana Vidal/João Veiga)
4. "Vodka e Valium 10" (António Lobo Antunes/Armando Machado (fado fé))
5. "Segredos" (Paulo Valentim)
6. "O teu encanto" (João Veiga)
7. "Ancorado em mim" (Ana Vidal/Armando Machado (fado santa luzia))
8. "Perdigão" (Luís Vaz de Camões/Alain Oulman)
9. "O que fôr há-de ser" (Dulce Pontes)
10. "Rosa Vermelha" (José Carlos Ary dos Santos/Alain Oulman)
11. "Recado" (António Lobo Antunes/Katia Guerreiro e João Veiga)
12. "Voz do Vento" (Maria Luísa Baptista/ fado menor (dr))
13. "Romper Madrugadas" (Paulo Valentim/Paulo Valentim e João Veiga)
14. "Meu principezinho" (Katia Guerreiro/fado joão maria dos anjos (sextilhas))
15. "Chora, Mariquinhas chora" (Amália Rodrigues/José Fontes Rocha)

### Tudo ou Nada (2005)
1. "Disse-te adeus à partida, o mar acaba ao teu lado (4:34)" (António Lobos Antunes/SPA)
2. "Despedida" (2:55) (António Calém/SPA))
3. "Ser tudo ou nada" (3:01) (João Veiga/SPA)
4. "Muda tudo, até o mundo" (1:32) (Maria Luísa Baptista/SPA)
5. "Minha Senhora das Dores" (3:51) (Jorge Rosa/SPA)
6. "Canto da fantasia" (3:19) (Paulo Valentim/SPA)
7. "Vaga" (2:53) (Rodrigo Serrão/SPA)
8. "Dulce caravela" (2:59) (Dulce Pontes)
9. "Quando" (3:09) (Sophia de Mello Breyner/SPA)
10. "Menina do alto da Serra" (2:42) (José Carlos Ary dos Santos/SPA)
11. "Saudades do Brasil em Portugal" (4:00) (Vinicius de Moraes)
12. "O meu navio" (2:08) (Rodrigo Serrão/SPA)
13. "Talvez não saibas" (4:32) (Joaquim Pessoa/SPA)
14. "Tenho uma saia rodada" (1:36) (Maria Luísa Baptista/SPA)
15. "Menina do alto da Serra" - faixa bónus, participação especial de Ney Matogrosso (2:53) (Nuno Nazaré Fernandes/Ary dos Santos/SPA)
16. "Lábios de mel" - faixa bónus, participação especial de Ney Matogrosso (3:17) (Waldir Rocha/PEERMUSIC)

### Fado (2008)
1. "Fado dos olhos" (Florbela Espanca/Carlos Ramos (Fado das Horas — pop))
2. "Pranto de amor ausente" (Paulo Valentim)
3. "A voz da poesia" (Katia Guerreiro/Rui Veloso)
4. "Ponham flores na mesa"  (Fernando Tavares Rodrigues/Joaquim Campos Silva (Fado Tango))
5. "Estranha paixão" (João Veiga/Pedro Pinhal)
6. "Casa da colina" (Maria Luísa Baptista/Rodrigo Serrão)
7. "A cidade saudade" (Rodrigo Serrão/Casimiro Ramos (Fado Três Bairros))
8. "A nossa gente, o nosso fado" (Rodrigo Serrão/Mário Pacheco)
9. "Renasce" (João Veiga)
10. "Lírio roxo"  (António Gedeão/Francisco Viana (Fado Vianinha))
11. "Poema da malta das naus"  (António Gedeão/Paulo Valentim)
12. "Mundo"  (Fernando Tavares Rodrigues/Júlio Proença (Fado Esmeraldinha))
13. "Lisboa"  (Charles Aznavour)
14. "Eu queria cantar-te um fado" (António de Sousa Freitas/Franklin Godinho (Fado Franklin de Sextilhas))

### Os Fados do Fado (2009)
1. Vira dos Malmequeres - Cancioneiro Popular
2. Arraial - João Ferreira  Rosa
3. Rosinha dos Limões - Artur Ribeiro
4. Agora Choro à Vontade  - Guilherme Ferreira da Rosa e Eugénio Pepe
5. Lisboa à Noite – Fernando Santos e Carlos Dias
6. Procuro e Não Te Encontro – António José Lampreia e Nóbrega de Sousa
7. Fado da Sina – Amadeu do Vale e Jaime Mendes
8. Nem às Paredes Confesso – Artur Ribeiro, Ferrer Trindade e Maximiano de Sousa
9. Gaivota – Alexandre O'Neill e Alain Oulman
10. Namorico da Rita  - Artur Ribeiro e António Mestre
11. Há Festa na Mouraria – Gabriel Oliveira e Alfredo Duarte
12. Amar! – Florbela Espanca e Teresa Silva Carvalho